# حفجي (حديبو)

تعديل مصدري - تعديل

حفجي إحدى قرى مديرية حديبو التابعة لمحافظة سقطرى، بلغ تعداد سكانها 106 نسمة حسب تعداد اليمن لعام 2004.